# Renzo Rocca (colonnello)
Renzo Rocca (Alba, 1910 – Roma, 27 giugno 1968) è stato un militare e agente segreto italiano.
Colonnello dell'esercito italiano, fu trovato morto nel suo ufficio, ucciso da un colpo di pistola alla tempia, poco prima di essere interrogato dalla Commissione parlamentare di inchiesta sul Piano Solo. La prova del guanto di paraffina non mostrò tracce di polvere da sparo sulle mani di Rocca, tuttavia il caso fu archiviato come suicidio.

## Biografia

### Origini e formazione
Dopo il diploma di liceo classico, Renzo Rocca entra all’Accademia di artiglieria di Torino e fa rapidamente carriera: a 28 anni è capitano; a 36 è già colonnello. Nel 1949, il colonnello Rocca entra nel SIFAR.. Intorno al 1953, torna in contatto con Luigi Cavallo, di cui era stato amico di famiglia sin dagli anni trenta. Cavallo è ora un giornalista che realizza campagne contro il PCI e i sindacati (per la FIAT e altre aziende); nel 1976, insieme a Edgardo Sogno, sarà arrestato e poi prosciolto dall'accusa di aver tentato il cosiddetto golpe bianco alle istituzioni dello Stato. Rocca e Cavallo collaborano nell’ambito del COCOM-Comitato di coordinamento per il controllo multilaterale degli scambi Est/Ovest, un organismo creato a Parigi, nel quadro della guerra fredda, tra 17 paesi membri della NATO, il Giappone e l'Australia, per controllare la vendita di tecnologie belliche verso i paesi dell'Est.

### La direzione del SIFAR
Alla fine degli anni cinquanta, Renzo Rocca assume la direzione dell'ufficio del SIFAR  Ricerche Economiche ed Industriali (REI). Capo del Sifar, sino al 1962, è il generale Giovanni De Lorenzo che ha piena fiducia in Rocca.
Il REI si sarebbe dovuto occupare di controspionaggio industriale, ma già da lungo tempo si era focalizzato nel reperimento di fondi "anticomunisti", elargiti dalle imprese in cambio di appalti per commesse militari ed altre agevolazioni più o meno legittimamente concesse da pubbliche amministrazioni. Verso il 1963-1964, il colonnello Rocca e Luigi Cavallo stringono rapporti con Vittorio Valletta, per anni amministratore delegato della FIAT.
Secondo l’ex Presidente del Consiglio Ferruccio Parri, i tre avrebbero costituito alcuni nuclei di provocatori preposti a fomentare tumulti in occasione di manifestazioni della sinistra. Tra questi provocatori, pronti peraltro ad appoggiare i carabinieri al momento convenzionalmente indicato, si sarebbero annoverati sia comuni civili, sia ex militari, ex marinai ed anche ex repubblichini della X MAS.
A fianco di questa attività eversiva, l'ufficio REI provvede anche alla diffusione di stampa anticomunista, giovandosi di finanziamenti della Confindustria In quegli anni, la Confindustria mantiene un ufficio (denominato CIS) in un'agenzia di copertura del SIFAR (la SIATI-Società Italiana Applicazioni Tecniche Industriali), con sede in Via del Corso 303.

### L'avvicendamento con de Lorenzo
Il 15 ottobre 1962, Giovanni de Lorenzo è nominato comandante generale dell’Arma dei Carabinieri dal Presidente della Repubblica Antonio Segni ma prosegue ad affidare compiti al colonnello Rocca; in particolare, quello di redigere rapporti segreti al Presidente Segni e ad altri uomini di governo (Taviani, Andreotti, ecc.) per creare inquietudine ed allarmismo ingiustificato.
I primi rapporti risalgono al mese di agosto 1963, alla vigilia dell’ingresso dei socialisti nella maggioranza di centrosinistra. De Lorenzo, e il SIFAR, di cui ha ancora il controllo, tentano di ostacolare in tutti i modi tale svolta. I rapporti di Rocca descrivono una situazione economicamente catastrofica per il paese, in caso di ingresso al governo dei socialisti. In un rapporto del novembre 1963 si legge che le aziende del gruppo FIAT sarebbero sul punto di smobilitare e di cedere parzialmente all’estero i propri pacchetti azionari.

### Il coinvolgimento nel "Piano Solo"
L’8 aprile 1964, riporta un’informazione a lui pervenuta, secondo la quale il PCI starebbe adottando iniziative per giungere al potere e suggerisce la costituzione di un corpo speciale armato per fronteggiare i comunisti. È l’essenza del Piano Solo, proposto da De Lorenzo il 24 marzo precedente ai comandanti delle divisioni di Milano, Roma e Napoli, da attuarsi da parte dei carabinieri e "solo" essi. Il piano prevedeva l'individuazione di 731 uomini politici e sindacalisti di sinistra e il loro trasferimento in Sardegna in una base militare NATO, il presidio della RAI-TV, l'occupazione delle sedi dei giornali di sinistra e l'intervento dell'Arma in caso di manifestazioni filocomuniste.
Uno dei candidati per guidare una svolta autoritaria è Randolfo Pacciardi, ex ministro della Difesa che, nel 1949, aveva costituito, con decreto, il SIFAR. Nel dicembre 1963, Pacciardi, in opposizione al primo governo di centrosinistra (Governo Moro I), era uscito dal Partito Repubblicano e aveva fondato il movimento Nuova Repubblica su un programma presidenzialista. Il 10 aprile 1964, Rocca si occupa di lui. Al colonnello risulta che Nuova Repubblica sia sovvenzionata dal Partito repubblicano statunitense, tramite Claire Boothe Luce, ex ambasciatrice degli Stati Uniti. Il 16 aprile Rocca incontra il presidente della Montedison, Giorgio Valerio, al quale propone di finanziare Pacciardi, senza alcun esito.
Al momento della crisi del primo governo Moro (giugno-luglio 1964), i tentativi di affossare il centro-sinistra, hanno esito negativo e lo stesso Segni, colpito da malore, si dimette dalla presidenza della Repubblica, alla fine dell’anno. I disegni anticomunisti di Rocca si dirigono, allora, verso altri destinatari.
Per conto del SIFAR, avrebbe finanziato l'istituto Alberto Pollio, nonché il Convegno dell'Hotel Parco dei Principi, organizzato dal 3 al 5 maggio 1965, da tale istituto. Secondo alcune opinioni, questo convegno rappresenterebbe la pianificazione e l'inizio della "strategia della tensione" e degli "opposti estremismi".

### Gli ultimi anni e la morte
Il 28 giugno 1966, Rocca è allontanato dai servizi segreti per volontà del generale Giuseppe Aloia, capo di Stato maggiore della Difesa. Rocca consegna all'ammiraglio Eugenio Henke che dirige il SID (nuova denominazione del SIFAR) un migliaio di cartelle dattiloscritte nelle quali sostiene di aver agito per ordine del Presidente della Repubblica, del Presidente del Consiglio e dei ministri degli Interni, degli Esteri e della Difesa e per conto dei servizi segreti. Dichiara, a tal fine, di aver trafficato illegalmente armi con i paesi del Terzo mondo, nei suoi frequenti viaggi all'estero, e di aver mediato con gli industriali e la Finmeccanica per rifornire di commesse militari le Forze armate italiane e della Nato.
Nel 1967, vengono alla luce i retroscena che hanno contrassegnato gli eventi del giugno-luglio 1964 e il “Piano Solo”. È formata una commissione d’inchiesta parlamentare. Rocca è convocato a riferire. Non fu mai in grado di farlo: il 27 giugno 1968 fu trovato esanime nel suo ufficio di Via Barberini, in Roma, secondo le indagini ufficiali per suicidio.